# Université James-Cook

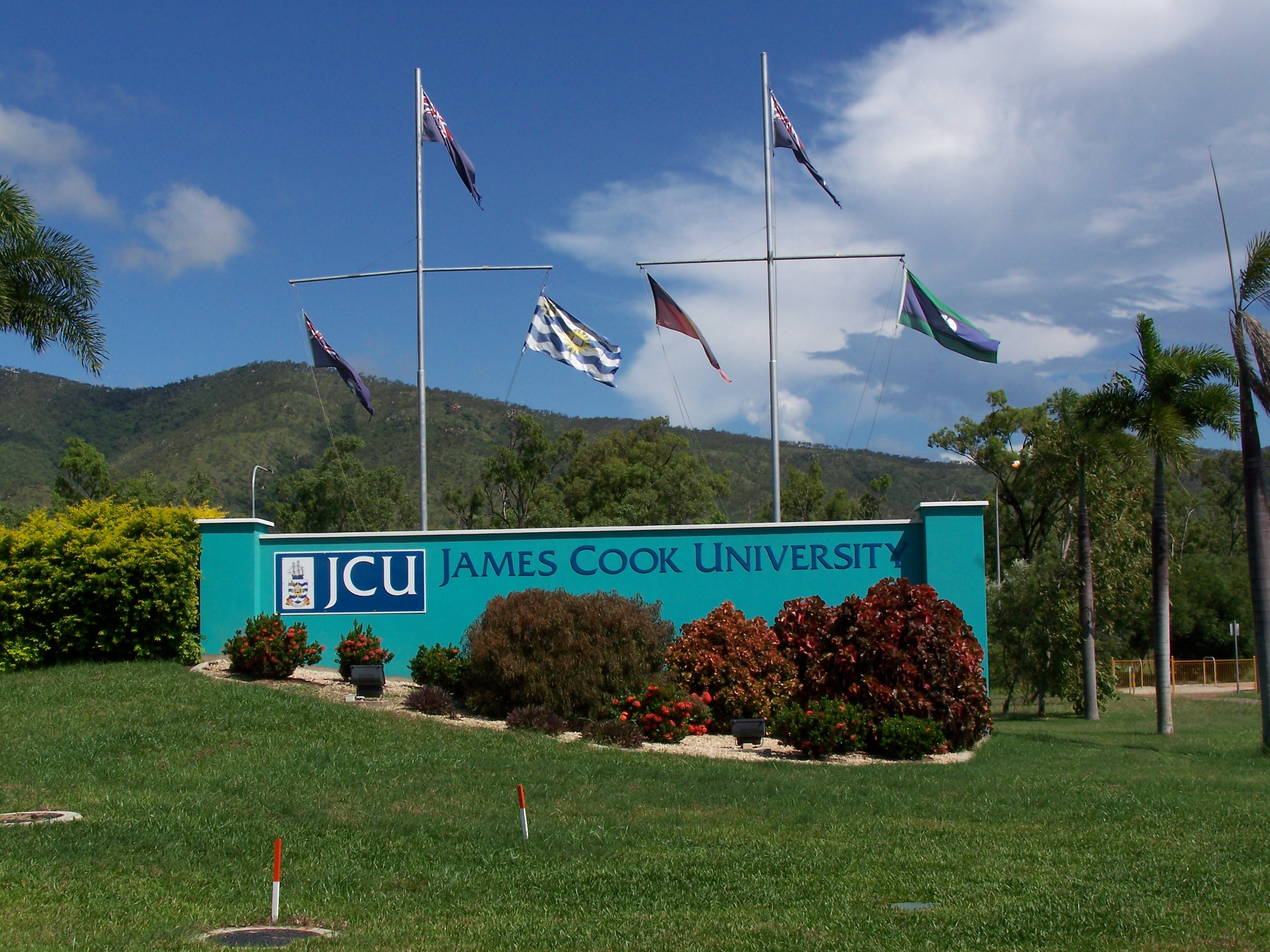
L'entrée de l'université James Cook à Townsville.

Pour les articles homonymes, voir James Cook (homonymie), Cook et JCU.
L'université James-Cook (en anglais : James Cook University ou JCU) est une université publique située à Townsville, au Queensland, en Australie.

## Historique
L'établissement fut créé le 20 avril 1970. C'est, par sa date de création, la deuxième plus ancienne université du Queensland et le premier établissement d'enseignement supérieur du Nord-Queensland. L'université a plusieurs campus (Townsville, Cairns, Singapour, Brisbane) dans des régions tropicales et elle s'est donc axée sur la recherche en milieux tropicaux : ses recherches portent sur les sciences de la mer, la biodiversité, la gestion des écosystèmes tropicaux, la santé en milieu tropical et le tourisme.
Elle publie plusieurs revues scientifiques à comité de lecture, dont Journal of Astronomical History and Heritage.